# 秋田民報
秋田民報（あきたみんぽう）とは、秋田民報社が発行する新聞。
秋田県の南部（主に大仙市・仙北市・美郷町）の情報を中心とした新聞であり、週3回（火・木・土曜日）発行されている。
1894年（明治27年）「大曲商報」として発行。当時の発行兼印刷人は鈴木辰之助、仮編集人は木村保蔵である。1930年（昭和5年）年、佐藤欣一郎が会社を受継ぐ。
戦時統制化のため一時休刊。戦後の（1945年（昭和20年）11月）「秋田民報」と改題し発刊を再開。
2005年（平成17年）9月「秋田民報」として1万号を発刊。秋田南部を中心に、フリーペーパーの発行も行っている。